# Prise de Palerme (1036)
La prise de Palerme par les Zirides en 1036, permet à ces derniers d'imposer leur suzeraineté sur l'île.
Elle oppose l'émir kalbide Ahmad ben Yousouf Al Akhal souverain de l'île aux troupes envoyées par l'émir ziride Al Muiz Ibn Badid.
Elle intervient dans un contexte d'affaiblissement de la dynastie kalbide minée par ses échecs face aux Byzantins.

## Contexte
Le pouvoir kalbide en Sicile apparait de plus en plus contesté et sujet aux divisions à la suite de ses échecs face aux Byzantins en Calabre. Le souverain ziride Al Muiz surveille de près cette ancienne possession fatimide, à propos de laquelle il rêve de rééditer l'exploit des Aghlabides et d'en faire la conquête.
À la fin du règne de Badis (vers 1014-1015), tous les Berbères de l'île auraient été déportés en Ifriqiya par Gafar fils de l'émir kalbide Yousouf car supposé soutien d'un prétendant déchu dénommé Ali.
À la suite d'une révolte qui éclate à Palerme en 1019, Yousouf et son fils Gafar fuient en Égypte et laissent la Sicile à la main de l'émir Ahmad ben Yousouf dit « Al Akhal ». Al Akhal réussit ses ripostes contre les Chrétiens et finit par faire reconnaitre son autorité par toutes les forteresses de Sicile. Il cherche cependant à s'appuyer sur les Siciliens contre les Africains, ce qui échoue et le conduit à pratiquer la politique inverse. Les « Africains » acceptent de le soutenir contre des exemptions d’impôt, ce qui provoque la colère des Siciliens qui vont à la rencontre d'Al Muiz et lui demandent d'intervenir faute de quoi ils seraient prêts à livrer leur île aux Chrétiens.

## L'expédition
À la suite de cette démarche qui a eu lieu pendant l'année hégirienne 427, soit entre le 5 novembre 1035 et le  24 octobre 1036, les Zirides organisent une expédition de 3000 cavaliers et de 3000 fantassins dont des troupes sanhadja hammadides en renfort. Al Muiz confie la direction de l’expédition à son fils Abdallah qui triomphe et fait son entrée dans Palerme et assiège Al Akhal dans son palais à Al Halisa. Ce dernier se voit trahi par des Siciliens pro-zirides et sa tête est expédiée à Al Muiz.
Au bout de quelques années, voire quelques mois, les habitants de l'île intriguent contre les Zirides et se révoltent finalement après avoir causé des pertes s'élevant à 300 hommes au contingent ziride qui doit regagner l'Ifrikiya laissant l'île dans l'anarchie, ce qui après une tentative de restauration kalbide mènera l'île à la période des seigneuries morceléesou caïdats incapables de faire front commun face à l'invasion normande à venir.